# Neophaenis aedemon
Neophaenis aedemon är en fjärilsart som beskrevs av Dyar. Neophaenis aedemon ingår i släktet Neophaenis och familjen nattflyn. Inga underarter finns listade i Catalogue of Life.